# Novovoznesenske, Vîsokopillea
Novovoznesenske (în ucraineană Нововознесенське) este localitatea de reședință a comunei Novovoznesenske din raionul Vîsokopillea, regiunea Herson, Ucraina.

## Demografie
Componența lingvistică a localității Novovoznesenske
     Ucraineană (96,14%)
     Rusă (2,73%)
     Alte limbi (0,32%)
Conform recensământului din 2001, majoritatea populației localității Novovoznesenske era vorbitoare de ucraineană (96,14%), existând în minoritate și vorbitori de rusă (2,73%).